# أقاليم فرنسا
الأقاليم الفرنسية (بالفرنسية: Département français)‏ هي تقسيم إداري في فرنسا، وهي في نفس الوقت دائرة انتخابية لا محورية (une circonscription administrative déconcentrée)، وحكومة محلية لا مركزية (une collectivité locale décentralisée).
تضم الجمهورية الفرنسية:
1. الوطن الأم: مقسم إلى 22 منطقة، 96 إقليماً.
2. إلى جانب خمس مقاطعات في الأراضي الواقعة ما وراء البحار (TOM): الجزر البولينيزية الفرنسية (بالفرنسية: La Polynésie française)‏، واليس وفوتونا (بالفرنسية: Wallis Futuna)‏، مايوت (بالفرنسية: Mayotte)‏، سان-بيير-إيه-ميكلون (بالفرنسية: Saint-Pierre-et-Miquelon)‏، والأراضي القطبية الجنوبية الفرنسية.
3. ومقاطعة ذات وضع خاص: كاليدونيا الجديدة (بالفرنسية: Nouvelle-Calédonie)‏.

## معرض صور

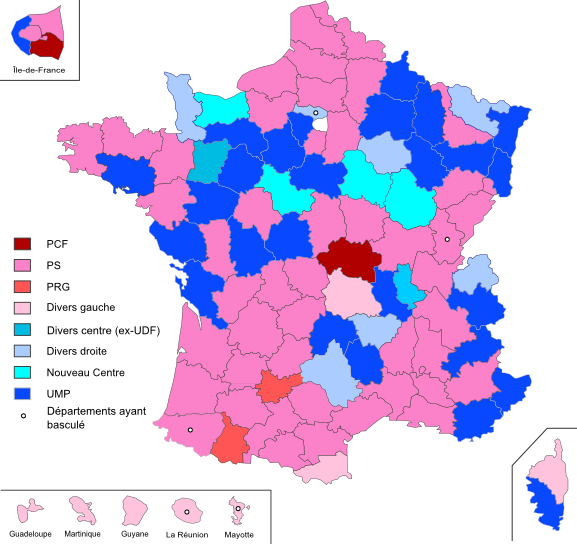

## قائمة الأقاليم الفرنسية
| فرنسا البلد الأم | فرنسا البلد الأم | فرنسا البلد الأم | أقاليم ما وراء البحار                                       |
| 01 آن 02 أين 03 أليي 04 ألب دي هوت بروفنس 05 هوت آلب 06 الآلب البحرية 07 الأرديش 08 الأردين 09 أرييج 10 أوب 11 أود 12 أفيرون 13 بوش دي رون 14 كالفادو 15 كانتال 16 شارنت 17 شارنت ماريتيم 18 شيير 19 كوريز 2A كورس دي سود 2B هوت كورس 21 دوركوت 22 كوت درمور 23 كروز 24 دوردونيي 25 دوبس 26 دروم 27 أور 28 أور ولوار 29 فنستير 30 غارد 31 غارون العليا | 32 غيرز 33 جيروند 34 هيرولت 35 إيل وفيلان 36 أندر 37 آندر إيه لوار 38 إزار 39 جورا 40 لاند 41 لوار وشير 42 لوار 43 لوار العليا 44 لوار الأطلسية 45 لواريت 46 لوت 47 لو وغارون 48 لوزار 49 ماين ولوار 50 المانش 51 المارن 52 المارن العليا 53 ماين 54 مورت وموزيل 55 موز 56 موربيهان 57 موزيل 58 نيافر 59 نور 60 واز 61 أورن 62 با دو كاليه 63 بوي دي دوم | 64 البرانيس الأطلسية 65 البرانيس العليا 66 البرانيس الشرقية 67 الراين الأسفل 68 الراين الأعلى 69 رون 70 سون العليا 71 سون ولوار 72 سارت 73 سافوا 74 سافوا العليا 75 باريس 76 السان البحرية 77 السان ومارن 78 الإيفلين 79 دو سيفر 80 سوم 81 تارن 82 تارن وغارون 83 فار 84 فانكلوز 85 فونديه 86 فيين 87 هوت فيين 88 فوج 89 يون 90 تريتوار دو بلفور 91 إيسون 92 هو دي سيين 93 سين سان دوني 94 فال دي مارن 95 فال دواز | 971 جزر جوادلوب 972 مارتينيك 973 غيانا الفرنسية 974 ريونيون |